# Sanctuaire grec
Un sanctuaire grec est un espace sacré de la Grèce antique. Avant tout un lieu de culte, le sanctuaire comporte comme élément essentiel l'autel où se pratique le rite principal du culte, à l'air libre. Le temple, quand il y en a, est, le plus souvent, l'offrande d'une cité à la divinité du lieu, afin qu'elle l'habite en permanence. Et la statue de culte, une autre offrande qui est faite pour lui plaire. 
Il existe différents types de sanctuaires. Les plus connus sont les sanctuaires panhelléniques, sanctuaires de toute le monde Grec. Les principaux sont à Delphes, Olympie, Délos... On y pratique, pour les cinq principaux d'entre eux, les jeux panhelléniques (Olympique pour Olympie). On y vient de toute la Grèce, ce sont des sanctuaires très importants, qui ont leur propre administration. Ensuite vient le sanctuaire poliade, c'est-à-dire le sanctuaire de la divinité protectrice de la cité qui l'héberge. Puis il existe d'autres sanctuaires plus petits mais non négligeables ; urbain, le sanctuaire de quartier, ou parfois à la limite de l'agglomération, ou bien en campagne, ou encore dans les limites, les eschatiai.

Sanctuaires grecs

## Un espace, des rites, des édifices
À l'origine, une enceinte sacrée, le "temenos" est délimitée aux environs d'un lieu généralement couvert par une légende (arbre d'où serait née une créature divine, source sacrée...) « Ce qui appartient au dieu, c'est le territoire sacré que l'on délimite. » Dans cette enceinte on y bâtit un autel afin d'y procéder aux sacrifices destinés à cette divinité ou à ces divinités. Des fêtes y ont lieu, processions et danses. Le sanctuaire évolue, la simple délimitation devient une clôture, puis un mur. C'est dans ce sanctuaire, à proprement dit, que l'autel (qui reste toujours à l'air libre), se voit juxtaposé à un temple qui abrite le naos, la chambre du dieu, et l'effigie qu'on lui offre pour lui plaire afin qu'il daigne y habiter. Le temple est une offrande, de la cité, la plupart du temps. Dans certains grands sanctuaires, la fonction de prêtre se professionnalise, ailleurs c'est une fonction élective et temporaire. Les statues de culte seront l'objet de diverses manipulations, qui vont en raviver les couleurs, entretenir leur éclat, les parfumer. Mais plus essentiels sont les gestes accomplis autour de l'autel, en plein air.
D'autres constructions occupent le sanctuaire, dont l' oikos. « Les oikoi étaient des bâtiments faisant partie des sanctuaires, mais qui n'étaient pas des lieux de culte. On y entreposait des offrandes et du matériel. ». Les offrandes de taille modeste étaient entreposées dans le temple, mais celles de grandes dimensions, comme les kouroï et koraï, étaient placées dans l'enceinte, et dans le cas de Délos à l'époque archaïque, devant l'oikos des Naxiens.
La détermination d'un espace consacré au domaine religieux s'effectue aux VIIIe – VIIe siècles, par la division de l'espace public. Cet acte collectif signale l'existence de pratiques cérémonielles partagées ainsi qu'un investissement symbolique et matériel : l'acquisition de matériaux, une main d'œuvre qualifiée disponible et le développement de savoirs techniques, localement ou en fonction d'échanges sur de plus ou moins longues distances, échanges liés au développement du commerce, surtout maritime. Fin VIIIe – VIIe siècle ces échanges se sont intensifiés avec l'Égypte de la XXVIe dynastie, et cela aura été déterminant sur les formes que prennent  kouroï, puis koraï dans le sanctuaire.

## Fonctions
Un sanctuaire sert à honorer les Dieux (certains beaucoup, par exemple le sanctuaire des douze dieux à Athènes; d'autres moins mais rarement un seul Dieu). La pratique principale, essentielle (au sens strict) du rite religieux pratiqué dans le sanctuaire est le sacrifice.
Les cérémonies célébrées dans les sanctuaires grecs rassemblaient la jeunesse aristocratique qui faisait la fierté de leurs familles. Elle participait à la procession et à la danse qui couronnaient les grandes fêtes aux divinités. L'élite aristocratique offrit d'abord les kouroï de jeunes hommes, et ensuite apparu le type de la jeune fille, la koré, à Délos. Les statues de jeunes filles portaient des vêtements somptueux et vivement colorés, les jeunes hommes montraient leur vigueur. Ces images « immortelles » de corps jeunes et beaux offraient donc un spectacle réjouissant et permanent auprès des dieux. « Le caractère précieux de ces statues honoraient le dieu comme les jeunes gens et jeunes filles l'honoraient de leur présence : ici, image et rituel coïncident ».
Pour ce qui est de Délos, on a supposé que ces statues en offrande aux temples auraient été déposées dans l'enceinte du sanctuaire, devant l' oikos des Naxiens. « Les oikoi étaient des bâtiments faisant partie des sanctuaires, mais qui n'étaient pas des lieux de culte. On y entreposait des offrandes et du matériel. » 

## Localisations
Un premier groupe est constitué par les sanctuaires présentés traditionnellement comme les plus importants de la cité, les sanctuaires urbains d'acropole et d'agora, placés au cœur d'une agglomération dont ils sont le pôle de croissance et d'aménagement. Sur les acropoles, on retrouve souvent Athéna à Athènes, Argos, Mycènes, Sparte, Milet, etc. Appartiennent à la seconde variante, c'est-à-dire à proximité de l'agora, ceux d'Apollon à Corinthe, Érétrie, Dréros (en) et Gortyne. 
Ensuite on distingue le groupe des sanctuaires suburbains, qui se trouvent à la limite de l'habitat. On rencontre des sanctuaires dédiés à Apollon à Thèbes, Argos, Asinè, Paros et Naxos (temple d'Apollon) ou bien à Artémis à Sparte, Délos et Éphèse. D'autres à Athéna (Tégée) ou bien à Déméter (Éleusis, Érétrie, Corinthe...).
Le dernier ensemble est celui des sanctuaires extra-urbains ou ruraux, on entend par ces termes des sanctuaires situés dans la chôra de la polis. La situation la plus courante les mettent hors de portée des manifestations les plus quotidiennes des activités cultuelles sans pour autant être difficile d'accès. On rencontre de nombreux sanctuaires de ce type dédié à Héra : Héraion d'Argos, Héraion de Samos, Héraion de Pérachora (Corinthe), en Élide (Temple d'Héra à Olympie, avec Zeus) ; sanctuaire dédiés à Apolllon à Épidaure, à Sparte (Amyclées), à Phigalie (Bassae), Acraiphia (Ptôon), Colophon (Claros) et Millet (Didymes) ; dédiés à Poséidon  (Temple de Poséidon au cap Sounion), Corinthe ( à Isthmia) ; dédiés à Zeus à Cléonées (Némée), temple d'Aphaïa à Égine. On peut aussi ajouter les sanctuaires de confins (les eschatia), souvent dédiés à Artémis, par exemple au mont Munichie en Attique.
Un grand nombre parmi les sanctuaires les plus connus du monde grec sont des sites non urbains.

## Premiers sanctuaires

### Sanctuaires de l'époque mycénienne
Les sanctuaires de l'époque mycénienne sont assez peu connus. Ils ont existé sur deux niveaux, distincts sur le plan social et fonctionnel. Premièrement, il a existé un culte dit populaire et domestique, autour des figurines de terre cuite, féminine ou quadrupède. On les trouve à partir de l'Helladique récent III, dans les habitations à proximité des portes ou des foyers, sur des banquettes aménagées le long des murs ou encore dans les tombes. Deuxièmement, on a trouvé de véritables lieux de culte, c'est-à-dire des pièces réservées à une activité cultuelle ; il est important de noter qu'elles étaient toutes imbriquées dans la trame urbaine. En plus des statuettes courantes, on a trouvé des statues féminines en argile de grande dimension. Ces ensembles apparaissent au début de l'Helladique récent III, toujours dans un site de première importance dans la hiérarchisation du territoire. On parle de culte urbain officiel.

### Âges obscurs
Les âges obscurs, comme son nom l'indique, est une période peu connue de la Grèce ancienne. On remarque à cette époque, un arrêt de la fréquentation des sanctuaires mycéniens. Il y a un arrêt d'au minimum un siècle dans la fréquentation des sanctuaires (pour les seuls sanctuaires où il y a continuité de fréquentation entre les IIe et Ier millénaires) ; on peut supposer un repli vers la sphère domestique de tous les cultes.

#### Continuité entre l'époque mycénienne et leIermillénaire
Plusieurs problèmes sont soulevés par l'idée de continuité, continuité d'occupation, continuité cultuelle, continuité sans interruption, continuité rituelle. Parmi tous les nouveaux sanctuaires apparus à l'époque proto-géométrique, certains ont été instaurés sur des sites mycéniens. À l'Artémision de Délos, au sanctuaire d'Apollon à Delphes, ces cultes sont venus s'installer sur un habitat d'époque mycénienne. À Olympie, aucune structure mycénienne n'a été mise en évidence. Pour ces trois sites le phénomène est identique : un culte vient prendre place sur un lieu qui, jusque-là n'était pas un sanctuaire. C'est encore le cas du Ménélion de Sparte, des sanctuaires géométriques de Mycènes, de Tirynthe et de bien d'autres. Mais, pour le sanctuaire d'Apollon Maléatas à Epidaure, ou encore pour celui d'Aghia Irini à Kéos par exemple, les vestiges de l'époque géométrique se trouvent au-dessus des vestiges d'un sanctuaire mycénien.

## Sanctuaires grecs au début duIermillénaire (époque géométrique et début de l'époque archaïque)
Une première phase concerne l'évolution de la forme des temples qui occupent le sanctuaire. Ceux-ci ont des plans variés, faisant suite aux formes rectangulaires précédentes. On rencontre ainsi le plan absidial, oval ou circulaire, et parfois dans le même sanctuaire.
L'un des plus anciens sanctuaires, à Éphèse, attesté vers -750, a connu une reconstruction importante à partir de -560 avec un édifice diptère, le temple d'Artémis. Celui-ci a été précédé par l'Héraion de Samos, situé face à l'autel d'Héra, et suivi de peu (v. 540) par celui de Didymes (Milet). Leurs enceintes avaient accueilli des constructions antérieures.

## Grands sanctuaires grecs
- Sanctuaires panhelléniques
  - Athènes
  - Claros
  - Délos
  - Delphes
  - Éleusis
  - Magnésie du Méandre
  - Némée
  - Olympie
  - Sanctuaire des Grands Dieux de Samothrace AdQ
- Sanctuaire de Zeus à Dodone, l'un des plus anciens oracles de Grèce (XIIe siècle av. J.-C.)
- Sanctuaire d'Artémis Orthia à Sparte